# Manfred Grothe
Pour les articles homonymes, voir Grothe.
Manfred Grothe, né le 4 avril 1939 à Warburg (Rhénanie-du-Nord-Westphalie, Allemagne), est un prélat catholique allemand, évêque auxiliaire de Paderborn et ancien administrateur apostolique du diocèse de Limburg.

## Biographie
Diplômé de l'école secondaire de Warburg en 1960, il étudie la théologie et la philosophie à Paderborn, Münster et à Munich. Il est ordonné prêtre le 11 mars 1967 par le cardinal Lorenz Jaeger à Paderborn, et devient alors aumônier à Rietberg et à Witten, où il travaille également comme professeur de religion de 1969 à 1972. Depuis 1972, il est président de l'association allemande Kolpingsfamilie. En 1982, il obtient le titre de chapelain d'honneur de Sa Sainteté et, en 1988, est élevé au rang de prélat d'honneur.
En 1982, il est élu au conseil de surveillance de Darlehnskasse dans l'archidiocèse de Paderborn et, en 2002, il en devient le président.
En 1989, il est nommé vicaire général adjoint, puis le 28 septembre 2003, Mgr Hans-Josef Becker le nomme vicaire général. Devenu, en 2004, protonotaire apostolique, le pape Jean-Paul II le nomme évêque titulaire d'Hippone Diarrhytus (de) et évêque auxiliaire de Paderborn, le 14 octobre 2004. Il reçoit alors la consécration épiscopale le 5 décembre de la même année, par l'archevêque Hans-Josef Becker. Ses co-consécrateurs sont Mgrs Paul Consbruch (de) et Karl-Heinz Wiesemann.
Le 1er novembre 2007, Mgr Manfred Grothe est nommé doyen du Chapitre métropolitain de la cathédrale de Paderborn. 
Le 24 octobre 2013, Mgr Grothe est responsable de la commission mise en place pour examiner les coûts somptueux de la résidence de Mgr Tebartz-van Elst. Le 26 mars 2014, le pape François, ayant accepté la démission de Mgr Tebartz-van Elst, nomme Mgr Grothe administrateur apostolique du diocèse de Limburg. Il le reste jusqu'à la prise de fonctions du nouvel évêque le 18 septembre 2016, Mgr Georg Bätzing.